# U-331
U-331 – niemiecki okręt podwodny (U-Boot) typu VII C z okresu II wojny światowej. Okręt wszedł do służby w 1941, jego jedynym dowódcą był Oblt., potem Kptlt. Freiherr Hans-Diedrich von Tiesenhausen.

## Historia
Okręt wchodził w skład 1. Flotylli, początkowo jako jednostka szkolna, potem bojowa. W październiku 1941 włączony do 23., następnie od kwietnia 1942 do 29. Flotylli, pełnił służbę na Morzu Śródziemnym (bazy: Salamina – Grecja i La Spezia – Włochy).
Okręt odbył 10 patroli bojowych, podczas których zatopił jeden okręt i jeden okręt pomocniczy (łącznie 40 235 t), dodatkowo uszkodził okręt desantowy (372 t).

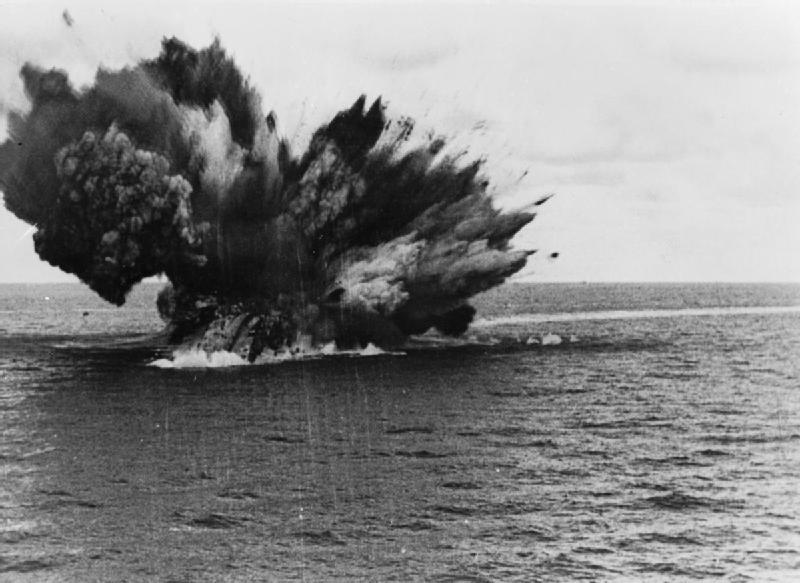
Eksplozja na HMS „Barham”

17 listopada 1941 okręt wysadził grupę dywersyjną, której zadaniem było wysadzenie linii kolejowej przebiegającej wzdłuż wybrzeża Egiptu; ich misja zakończyła się fiaskiem. Podczas tego samego patrolu – 25 listopada u wybrzeży Egiptu U-331 odnalazł grupę brytyjskich okrętów składającą się z trzech pancerników i ośmiu niszczycieli i z niewielkiej odległości wystrzelił 3 torpedy w kierunku pancernika HMS „Barham”. Wszystkie trafiły w cel, późniejsza eksplozja amunicji rozerwała tonący okręt; śmierć poniosło dwie trzecie jego załogi.
9 listopada 1942 U-331 storpedował transportowiec wojska USS „Leedstown” uczestniczący w operacji Torch – alianckim lądowaniu w Afryce Północnej. 
U-331 został zatopiony 17 listopada 1942 na północ od Algieru. Okręt – ciężko uszkodzony bombami głębinowymi z samolotu Lockheed Hudson – sygnalizował białą flagą chęć poddania się, jednak został dobity torpedą zrzuconą z samolotu Fairey Albacore stacjonującego na brytyjskim lotniskowcu HMS „Formidable”. Zginęło 32 z 49 członków załogi U-Boota, ocalałych, w tym dowódcę, wyłowił niszczyciel HMS „Wilton” i łódź latająca Supermarine Walrus.